# José de Páez
José de Páez (Ciudad de México, 7 de diciembre de 1721- c. 1780) fue un pintor novohispano de imágenes religiosas del siglo XVIII.

## Biografía
Nació en el primer tercio del siglo XVIII, en la Ciudad de México entonces capital de Nueva España, el año exacto se ubica tan temprano como 1714-1720 o tan tarde como 1727. Hijo de Baltazar de Páez. Fue alumno de Nicolás Enríquez. Contrajo matrimonio en 1753 con Rosalía Caballero.
Es conocido como un gran artista de obras religiosas con una marcada preferencia por las advocaciones marianas y uno de los más prolíficos de la Nueva España. Su biógrafo Manuel Touissaint llegó a decir que «José de Páez inundó la segunda mitad del siglo XVIII con sus pinturas». Sus obras alcanzaron fama en Nueva España (México), el Virreinato del Perú y España. Siguió el estilo de Miguel Cabrera.

## Galería

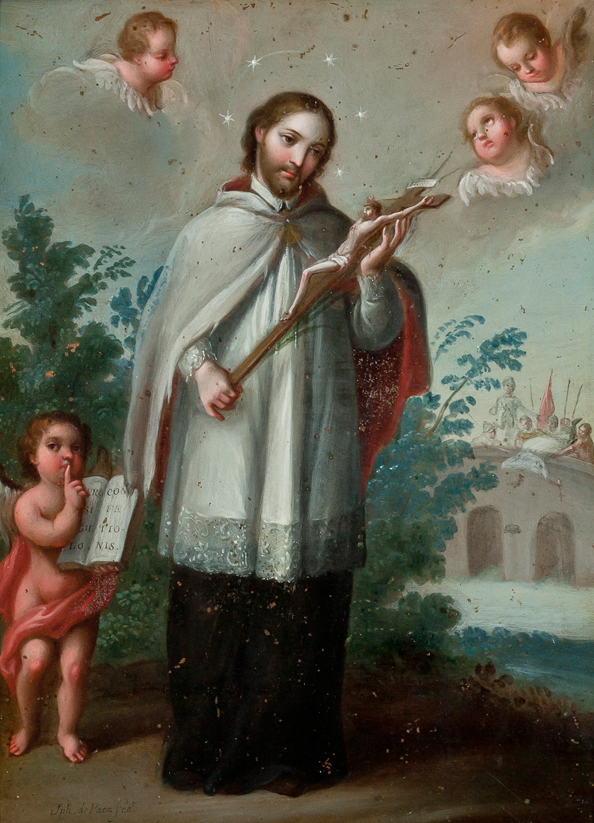
San Juan Nepomuceno, siglo XVIII, SAMA, San Antonio, Texas
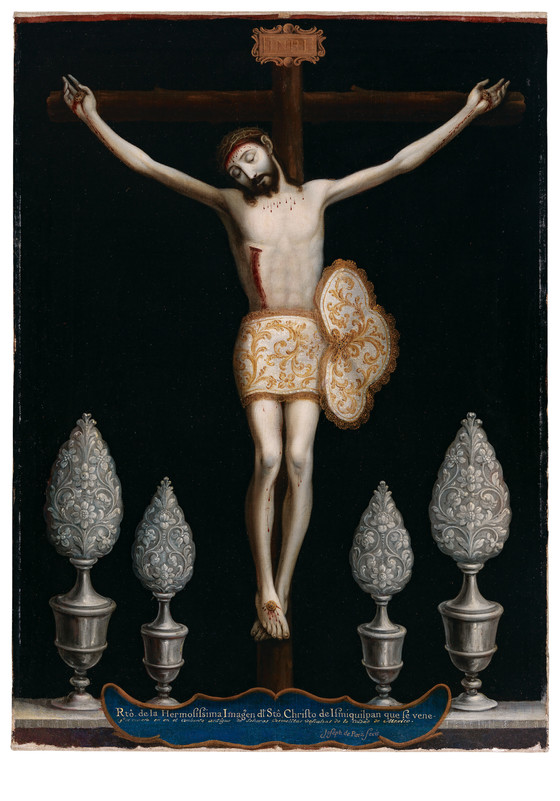
Cristo de Ixmiquilpan o Señor de Santa Teresa, c. 1750-1760, LACMA, Los Ángeles
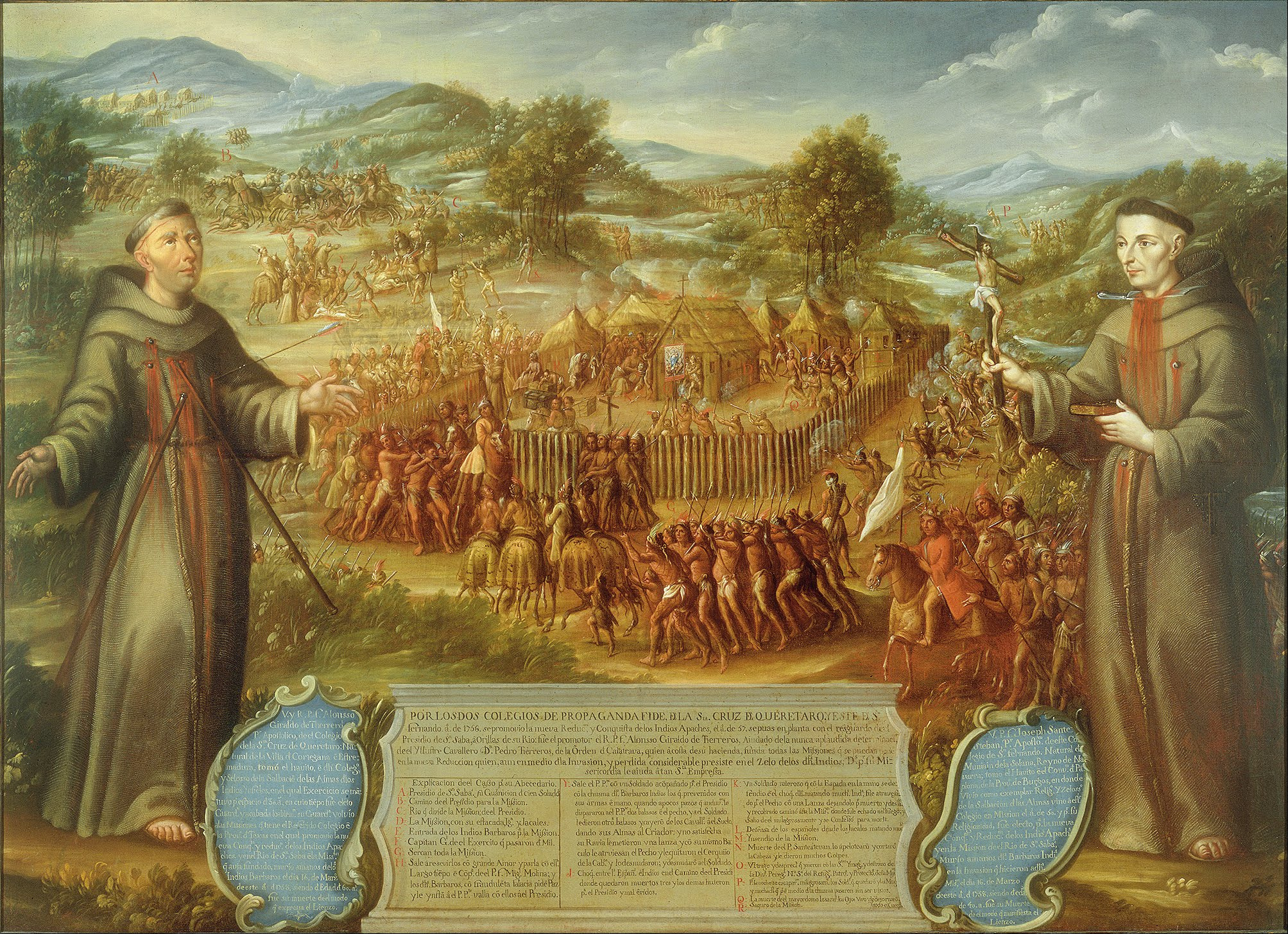
La destrucción de la misión de San Sabá en la provincia de Texas y el martirio de los padres fray Alonso Giraldo de Terreros y fray José de Santiesteban, c. 1758-1765, Museo Nacional de Arte, Ciudad de México
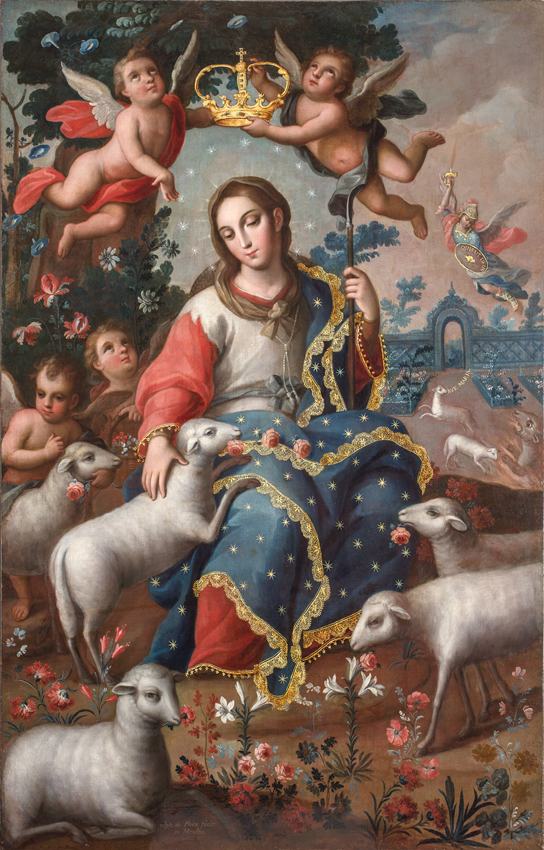
La Divina Pastora, 1770, Colección Blaisten, Ciudad de México
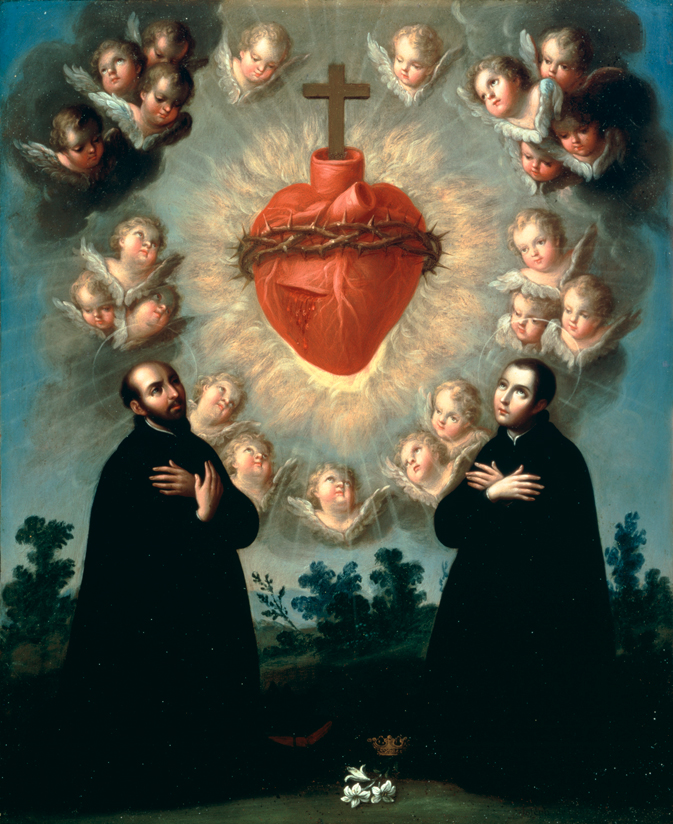
Sagrado corazón con san Ignacio de Loyola y san Luis Gonzaga, 1770, Colección Jan y Frederick Mayer, Denver